# Pentametilbenceno
El pentametilbenceno es un compuesto orgánico con la fórmula C6H(CH3)5. Es un sólido incoloro con un olor dulce. El compuesto se clasifica como un hidrocarburo aromático. Es un derivado del benceno que se oxida con relativa facilidad, con E1/2 de 1,95 V frente a NHE.

## Síntesis y reacciones
Se obtiene como un producto menor en la metilación de Friedel-Crafts de xileno a dureno (1,2,4,5-tetrametilbenceno).
 + 3CH
3Cl →  + 3HCl
Al igual que el dureno, el pentametilbenceno es bastante rico en electrones y sufre sustitución electrofílica fácilmente. De hecho, se utiliza como eliminador de carbocationes.
Se ha observado que el pentametilbenceno es un intermedio en la formación de hexametilbenceno a partir de fenol y se ha reportado que la alquilación de dureno o pentametilbenceno, al reaccionar en un entorno anhidro con clorometano y en presencia de cloruro de aluminio como catalizador,   es un material de partida adecuado para la síntesis de hexametilbenceno:
 + CH
3Cl →  + HCl